# Hudson, South Dakota
Hudson är en kommun (town) i Lincoln County i South Dakota. Vid 2010 års folkräkning hade Hudson 296 invånare.